# Банк-Дессу-э-Дессю
Банк-Дессу́-э-Дессю́ (фр. Benque-Dessous-et-Dessus, окс. Benque) — коммуна во Франции, находится в регионе Юг — Пиренеи. Департамент — Верхняя Гаронна. Входит в состав кантона Баньер-де-Люшон. Округ коммуны — Сен-Годенс.
Код INSEE коммуны — 31064.

## География
Коммуна расположена приблизительно в 690 км к югу от Парижа, в 115 км к юго-западу от Тулузы.
На востоке коммуны протекает река Нест-д’Уэй.

## Климат
Климат умеренно-океанический. Зима мягкая и снежная, весна характеризуется сильными дождями и грозами, лето сухое и жаркое, осень солнечная. Преобладают сильные юго-восточные и северо-западные ветры.

## Население
Население коммуны на 2010 год составляло 25 человек.
| 1962 | 1968 | 1975 | 1982 | 1990 | 1999 | 2010 |
| ---- | ---- | ---- | ---- | ---- | ---- | ---- |
| 54   | 55   | 33   | 32   | 33   | 19   | 25   |

## Экономика
В 2010 году среди 14 человек трудоспособного возраста (15—64 лет) 10 были экономически активными, 4 — неактивными (показатель активности — 71,4 %, в 1999 году было 88,9 %). Из 10 активных жителей работали 10 человек (7 мужчин и 3 женщины), безработных не было. Среди 4 неактивных 0 человек были учениками или студентами, 3 — пенсионерами, 1 был неактивным по другим причинам.

## Достопримечательности
- Церковь Св. Власия (XIV век). Исторический памятник с 1960 года[4]
- Церковь Сен-Женьес (XII век). Исторический памятник с 1995 год[5]

## Фотогалерея
- Банк-Дессу-э-Дессю
- Банк-Дессу-э-Дессю
- Церковь Св. Власия
- Церковь Св. Власия
- Церковь Сен-Женьес
- Интерьер церкви Сен-Женьес